# 펜트하우스 (드라마)
《펜트하우스 시즌1》은 2020년 10월 26일부터 2021년 1월 5일까지 방송된 SBS 월화 드라마이다.

## 줄거리

### 시즌1
100층 펜트하우스의 '퀸'. 모든 것을 삼키는 욕망의 프리마돈나 대 상류사회를 향해 달려가는 여성들의 거침없는 왜곡된 욕망, 부동산과 교육 이야기가 1호 하우스와 1호 교육에서 펼쳐진다..

### 시즌3
시즌4

## 기획 의도
“어떤 인간의 욕망도 절대 충족되지 않는다.
인간은 더 많은 것을 갖기 위해
끝없이 오르려 하기 때문이다!”
최고의 조망과 뛰어난 프라이버시 보호로 많은 자산가에게 꾸준한 사랑을 받는 펜트하우스! 아파트 로열층의 판도를 뒤흔든 그곳엔 과연 누가 살고 있을까?
그들은 무엇으로 돈을 모았고, 그들의 욕망의 끝은 어디까지일까?
끝없이 높은 곳으로.... 더 높은 곳으로....
올라가고 싶었던 이유는 무엇이고,
그들이 꿈꾸던 맨 꼭대기 층에는 무엇이 기다리고 있을까?
꼭대기 층까지 오른 그들은 과연 지금 행복할까?
저마다의 은밀한 비밀이 숨어있지는 않을까?
여기 자식을 위해서라면 온갖 궂은일을 마다하지 않고
정상을 향해 질주하는 세 여자가 있다.
내 아이의 삶을 처참하게 짓밟아버린
나쁜 어른들에게 철저한 복수를 다짐하며
피의 눈물을 흘리는 펜트하우스 쌍둥이의 엄마, 심수련
자신에 비해 모든 면에서 실력이 부족한 딸에게
본인의 명예와 스포트라이트를 물려주려 애쓰는
한국 최고의 프리마돈나 출신 엄마, 천서진
딸에게 가난을 물려주지 않고자
국내 최고급 주상복합아파트 헤라팰리스 입성을 목표로
인생을 걸고 질주하다 괴물로 변해가는 엄마, 오윤희
이 이야기는 자식을 지키기 위해 악녀가 될 수밖에 없었던.
여자들의 일그러진 욕망과 부동산 성공에 관한 이야기다.
우리는 이 세 여자의 삶을 통해
지금 이 순간에도 책임과 정의, 양심은 뒤로 한 채
상층만을 바라보며 위로 올라가고자 애쓰는
인간의 끝없는 욕망에 대해 생각해보고자 한다.

## 수상 및 후보
| 연도 | 시상식              | 부문                                | 수상자 | 결과 |
| ---- | ------------------- | ----------------------------------- | ------ | ---- |
| 2020 | SBS 연기대상        | 대상                                | 김소연 | 후보 |
| 2020 | SBS 연기대상        | 중•장편드라마부문 남자 최우수연기상 | 엄기준 | 수상 |
| 2020 | SBS 연기대상        | 중·장편드라마부문 여자 최우수연기상 | 이지아 | 수상 |
| 2020 | SBS 연기대상        | 중·장편드라마부문 여자 최우수연기상 | 김소연 | 수상 |
| 2020 | SBS 연기대상        | 중·장편드라마부문 여자 최우수연기상 | 유진   | 수상 |
| 2020 | SBS 연기대상        | 중·장편드라마부문 남자 우수연기상   | 봉태규 | 수상 |
| 2020 | SBS 연기대상        | 중·장편드라마부문 남자 우수연기상   | 윤종훈 | 수상 |
| 2020 | SBS 연기대상        | 중·장편드라마부문 여자 우수연기상   | 신은경 | 수상 |
| 2020 | SBS 연기대상        | 남자 조연상                         | 박은석 | 수상 |
| 2020 | SBS 연기대상        | 여자 조연상                         | 윤주희 | 후보 |
| 2020 | SBS 연기대상        | 남자 신인연기상                     | 하도권 | 후보 |
| 2020 | SBS 연기대상        | 남자 신인연기상                     | 김영대 | 후보 |
| 2020 | SBS 연기대상        | 여자 신인연기상                     | 조수민 | 후보 |
| 2020 | SBS 연기대상        | 청소년연기상                        | 김현수 | 수상 |
| 2021 | 제57회 백상예술대상 | TV부문 남자 최우수연기상            | 엄기준 | 후보 |
| 2021 | 제57회 백상예술대상 | TV부문 여자 최우수연기상            | 김소연 | 수상 |
| 2021 | 제57회 백상예술대상 | TV부문 여자 조연상                  | 신은경 | 후보 |
| 2021 | 제57회 백상예술대상 | TV부문 남자 신인연기상              | 김영대 | 후보 |
| 2021 | 제57회 백상예술대상 | TV부문 여자 신인연기상              | 김현수 | 후보 |
| 2021 | 서울드라마어워즈    | 장편드라마부문 최우수작품상         | 주동민 | 수상 |
| 2021 | SBS 연기대상        | 대상                                | 김소연 | 수상 |

## 참고 사항
- SBS가 창사 30주년 개편으로 본 반항 작품부터 월요일부터 화요일 오후 10시 10분에 방송되다가[2] 11월 2일부터 매주 월요일부터 화요일 오후 10시에 방송된다.
- 봉태규, 윤종훈, 윤주희, 주동민 PD는 2018년에 방송된 SBS 수목 드라마 《리턴》에 이어서 다시 재회하는 계기가 되었다.
- 신은경, 조수민은 2008년에 방송된 KBS 2TV 주말 드라마 《엄마가 뿔났다》에 이어서 두 번째로 협업하는 계기가 되었다.
- 신은경, 윤종훈, 주동민 PD, 김순옥 작가는 2018년에 방송된 SBS 수목 드라마 《황후의 품격》에 이어서 다시 재회하는 작품이 되었다.
- 진지희, 김순옥 작가는 2017년에 방송된 SBS 주말 특별 기획 드라마 《언니는 살아있다》에 이어서 다시 재회하는 반항 작품이 되었다.
- 최영훈 프로듀서는 2017년에 방송된 SBS 주말 특별 기획 드라마 《언니는 살아있다》에서 연출을 맡은 이후 3년 만에 김순옥 작가와 다시 재회하게 되었다.
- 금토드라마 《날아라 개천용》에 출연 중인 배성우가 음주운전으로 3주간 결방하자 편성 공백을 메우기 위해 12월 18일부터 금요일 밤 10시에 재방영한다.
- 4회, 18회, 19회는 학교 폭력 장면과 미성년자 납치 감금 장면 등[3] 폭력성과 모방 범죄 위험성 시비 문제에 기인하여 청소년 보호법상, 19세 이상 시청가로 심야 시간대에 고정 편성되었다.
- KBS 드라마운영팀의 김상휘 팀장의 인터뷰에서, "《닥터 프리즈너》를 쓴 박계옥 작가의 차기작인 《조선구마사》의 경우, SBS가 야심차게 기획한 지상파 유일의 엑소시즘 팩션 사극물이므로, SBS 드라마본부 측에서 2021년 상반기 방영작으로 가닥을 잡았다가, 배우 장동윤이 촬영 도중에 말에서 떨어지는 낙마 사고 때문에 제작이 늦어지는 관계로, 본방송 시점을 이듬해인 2021년 3월 22일로 최종 확정되었다"라고 덧붙였다.

## 시청률
최저 시청률과 최고 시청률은 시청률 조사회사와 지역별로 시청률에 차이가 있을 수 있습니다.
| 2020년                                     | 2020년      | 2020년         | 2020년         | 2020년       |
| 회차                                       | 방송일      | TNmS 시청률    | AGB 시청률     | AGB 시청률   |
| 회차                                       | 방송일      | 대한민국(전국) | 대한민국(전국) | 수도권(서울) |
| ------------------------------------------ | ----------- | -------------- | -------------- | ------------ |
| 제1회                                      | 10월 26일   | 5.2%           | 6.7%           | 8.2%         |
| 제1회                                      | 10월 26일   | 6.8%           | 9.2%           | 10.5%        |
| 제1회                                      | 10월 26일   | 6.5%           | 9.1%           | 10.5%        |
| 제2회                                      | 10월 27일   | 6.0%           | 8.2%           | 9.4%         |
| 제2회                                      | 10월 27일   | 7.0%           | 9.8%           | 11.2%        |
| 제2회                                      | 10월 27일   | 7.4%           | 10.1%          | 11.6%        |
| 제3회                                      | 11월 2일    | 6.7%           | 8.0%           | 8.6%         |
| 제3회                                      | 11월 2일    | 9.8%           | 11.5%          | 12.3%        |
| 제4회                                      | 11월 3일    | 7.8%           | 10.8%          | 12.0%        |
| 제4회                                      | 11월 3일    | 10.3%          | 13.9%          | 15.1%        |
| 제5회                                      | 11월 9일    | 8.4%           | 9.6%           | 10.8%        |
| 제5회                                      | 11월 9일    | 11.0%          | 12.9%          | 14.2%        |
| 제6회                                      | 11월 10일   | 9.1%           | 10.3%          | 11.3%        |
| 제6회                                      | 11월 10일   | 12.6%          | 14.5%          | 16.1%        |
| 제7회                                      | 11월 16일   | 10.0%          | 10.4%          | 11.4%        |
| 제7회                                      | 11월 16일   | 12.8%          | 14.5%          | 15.9%        |
| 제8회                                      | 11월 23일   | 10.8%          | 11.1%          | 11.8%        |
| 제8회                                      | 11월 23일   | 13.7%          | 15.5%          | 16.5%        |
| 제9회                                      | 11월 24일   | 11.2%          | 12.2%          | 13.1%        |
| 제9회                                      | 11월 24일   | 14.1%          | 16.0%          | 17.4%        |
| 제10회                                     | 11월 30일   | 12.3%          | 13.2%          | 14.6%        |
| 제10회                                     | 11월 30일   | 15.7%          | 16.9%          | 18.8%        |
| 제11회                                     | 12월 1일    | 11.4%          | 14.7%          | 16.0%        |
| 제11회                                     | 12월 1일    | 13.3%          | 19.6%          | 21.2%        |
| 제12회                                     | 12월 7일    | 14.3%          | 16.3%          | 17.9%        |
| 제12회                                     | 12월 7일    | 16.1%          | 19.9%          | 21.5%        |
| 제13회                                     | 12월 8일    | 15.5%          | 17.6%          | 19.2%        |
| 제13회                                     | 12월 8일    | 18.9%          | 22.1%          | 23.9%        |
| 제14회                                     | 12월 14일   | 16.6%          | 17.5%          | 19.5%        |
| 제14회                                     | 12월 14일   | 19.5%          | 22.0%          | 23.9%        |
| 제15회                                     | 12월 15일   | 16.9%          | 19.6%          | 20.8%        |
| 제15회                                     | 12월 15일   | 20.8%          | 23.3%          | 25.0%        |
| 제16회                                     | 12월 21일   | 17.4%          | 21.0%          | 20.2%        |
| 제16회                                     | 12월 21일   | 21.1%          | 23.7%          | 25.2%        |
| 제17회                                     | 12월 22일   | 18.4%          | 19.1%          | 20.7%        |
| 제17회                                     | 12월 22일   | 22.4%          | 24.0%          | 25.8%        |
| 제18회                                     | 12월 28일   | 18.0%          | 21.0%          | 22.7%        |
| 제18회                                     | 12월 28일   | 20.9%          | 23.9%          | 25.7%        |
| 제19회                                     | 12월 29일   | 19.1%          | 21.3%          | 22.3%        |
| 제19회                                     | 12월 29일   | 22.4%          | 23.5%          | 24.7%        |
| 2021년                                     |             |                |                |              |
| 제20회                                     | 1월 4일     | 18.3%          | 20.4%          | 21.6%        |
| 제20회                                     | 1월 4일     | 22.7%          | 23.8%          | 25.2%        |
| 제21회                                     | 1월 5일     | 20.6%          | 23.6%          | 24.8%        |
| 제21회                                     | 1월 5일     | 25.4%          | 28.8%          | 30.5%        |
| 평균 시청률                                | 평균 시청률 | 14.2%          | 16.4%          | 17.7%        |
|                                            |             |                |                |              |
| 스페셜 : 펜트하우스 히든룸 - 숨겨진 이야기 |             |                |                |              |
| 1부                                        | 1월 12일    | 9.1%           | 9.8%           | 11.0%        |
| 2부                                        | 1월 12일    | 6.9%           | 8.8%           | 10.3%        |

## 결방 사유 및 연장
- 2020년 11월 17일 : SBS 스포츠 축구 국가대표팀 친선경기 대한민국 VS 카타르 중계방송으로 인한 결방.
- 펜트하우스 방영 분량이 20부작에서 1회 연장되어 21부작으로 변경 및 확정되었다.

## 같이 보기
- 대한민국의 텔레비전 드라마 목록
- 2020년 대한민국의 텔레비전 드라마 목록
- 펜트하우스 2
- 펜트하우스 3